# Богдановка (Брянская область)
Богдановка (в старину также Емельяновка) — деревня в Выгоничском районе Брянской области, в составе Хмелевского сельского поселения. Расположена в 6 км к востоку от села Красный Рог, в 2 км к северо-западу от села Сосновое Болото, в 1 км к востоку от бывшей одноимённой деревни Почепского района. Постоянное население с 2010 года отсутствует.

## История
Упоминается с 1710 года; со второй половины XVIII века частично во владении Богдановых, в XIX веке — Гулевич, Износковых. Входила в приход села Милечь, с 1877 года — села Уручье, с 1910-х гг. — села Сосновое Болото.
С 1861 по 1924 год входила в Уручьенскую волость Трубчевского уезда; позднее временно входила в состав Краснорогского сельсовета (Почепской волости, с 1929 Почепского района). С середины XX века до 2005 года — в Сосновоболотском сельсовете.
| Годы      | 1866 | 1886 | 1926 | 1979 | 1989 | 2002 | 2010 |
| --------- | ---- | ---- | ---- | ---- | ---- | ---- | ---- |
| Население | 156  | 220  | 247  | 29   | 15   | 2    | 0    |